# Oreoica
Oreoica is een geslacht van zangvogels. Het geslacht is in 2014 verwijderd uit de dikkoppen en fluiters (Pachycephalidae) en ondergebracht in een aparte familie. Er is één soort:
- Oreoica gutturalis – Kuiforeoica